# Relaciones Peligrosas
Relaciones Peligrosas – amerykańska telenowela z 2012 roku. Wyprodukowana przez wytwórnię Telemundo na podstawie hiszpańskiego Física o Química.
Telenowela jest emitowana m.in. w Stanach Zjednoczonych na kanale Telemundo.

## Obsada
| Aktor                  | Postać                                  |
| ---------------------- | --------------------------------------- |
| Sandra Echeverría      | Miranda Beatriz Cruz                    |
| Gabriel Coronel        | Mauricio Blanco                         |
| Gonzalo García Vivanco | Juan Pablo Reyes „JP” / Daniel Arambula |
| Daniela Navarro        | Olivia Kloster                          |
| Ana Layevska           | Patricia „Patty” Milano                 |
| Maritza Bustamante     | Ana Conde                               |
| Mercedes Molto         | Benita „Jefa” Mendoza                   |
| Sandra Destenave       | Carmen Blanco                           |
| Carlos Ferro           | Santiago Madrazo                        |
| Jorge Consejo          | Gilberto Verdugo                        |
| Orlando Fundichely     | Orlando Aragón                          |
| Dad Dager              | Clementina „La Nena"                    |
| Jeanette Lehr          | Teresa Vargas                           |
| Héctor Fuentes         | Armando Madrazo                         |
| Christian de la Campa  | Joaquin Rivera                          |
| Rubén Morales          | Ricardo Gómez                           |
| Yadira Santana         | Guadalupe „Lupe” Guzmán                 |
| Renato Rossini         | Manuel Blanco                           |
| Jimmy Bernal           | Andrés Maximo                           |
| Carmen Olivares        | Soledad Cruz                            |
| Modesto Lacen          | Bertrand Dupont                         |
| Jezabel Montero        | Pani Aragon                             |
| RJ Coleman             | Robert „Bob/Gringo” McDowell            |
| Kevin Aponte           | Alejandro „Ale” Portillo                |
| Danilo Carrera         | Leonardo Maximo „DJ Max"                |
| Jonathan Freudman      | Diego Barón                             |
| Ana Carolina Grajales  | Sofía Blanco                            |
| Alex Hernandez         | Sebastián Aragón                        |
| Yrahid Leylanni        | Yesenia Rivera                          |
| Jesús Licciardelo      | Oliver Torres                           |
| Isaac Reyes            | Billy                                   |
| Ana Lorena Sánchez     | Elizabeth Gómez                         |
| Cristina Mason         | Nora Guzmán                             |
| Alma Matrecito         | Viviana Mera „VV"                       |
| Andy Pérez             | Cassius Dupont                          |
| Oscar Priego           | Gonzalo Mendoza                         |
| Alan Rodriguez         | Rodrigo Aragon                          |
| Nicole Apolonio        | Emily                                   |
| Luke Grande            | Detektyw Pérez                          |
| Jose Alberto Torres    | Zaldivar                                |
| Mildred Quiroz         | Olga Quintana                           |
| Cesar Lacosta          | Miguel Gonzalez                         |
| Jesus Dominguez        | Oswaldo Rosales                         |
| Carlos Fontané         | Ojciec Oswalda                          |
| Eduardo Ibarrola       | Jaime Olivares                          |
| Juan Felipe Rangel     | Ignacio Cabezas                         |
| Natalia Barreto        | Laura Olivares                          |
| Osvaldo Strongoli      | Detektyw Maldonado                      |
| Dennis Mencia          | El Gato                                 |
| Victor Corona          | Pedro Guzmán                            |
| Hely Ferrigny          | Pedro Cortes                            |
| Esteban Villareal      |                                         |
| Vivian Mendez          |                                         |
| Mirta Renee            | Gia Moretti                             |
| Lily Rentería          | Corina                                  |
| Alexander Torres       | Javier                                  |
| Isaniel Rojas          | Emil Rojas „El Indio"                   |
| Anabel Leal            | Loudres de Portillo                     |
| Reinaldo Cruz          | Mario Portillo                          |
| Emily Alvarado         |                                         |
| Juan Carlos Vivas      | Hector Barón                            |
| Saidee Collado         | Marta Olivares                          |
| Ariel Texido           | Victor                                  |
| Dayana Garroz          | Julia Madrazo                           |
| Francisco Porras       | Cuauhtémoc Sánchez                      |